# Simon Harris
Simon Harris (Greystones, 17 oktober 1986) is een Iers politicus. Sinds 2025 is hij de vicepremier van Ierland (Tánaiste) en minister van Defensie en Buitenlandse Zaken in het kabinet-Martin-Harris. Voordien was hij van 9 april 2024 tot 23 januari 2025 premier van Ierland (Taoiseach). Harris is lid van de christendemocratische partij Fine Gael, waarvan hij sinds 2024 tevens de politiek leider is.

## Biografie
Simon Harris studeerde aanvankelijk journalistiek en Frans, maar stopte na een jaar met zijn studie.
Tijdens zijn tienerjaren werd zijn interesse voor de politiek gewekt. Bij lokale verkiezingen werd hij in 2009 verkozen in het bestuur van zijn geboorteregio, de County Wicklow. In 2011, op 24-jarige leeftijd, maakte hij de overstap naar de landelijke politiek toen hij bij de parlementsverkiezingen van dat jaar gekozen werd in de Dáil Éireann, het lagerhuis van het Ierse parlement. Tussen 2014 en 2016 was hij staatssecretaris (minister of state) op het ministerie van Financiën.
In mei 2016 werd Harris benoemd tot minister van Volksgezondheid in de Ierse regering. Hij diende aanvankelijk onder premier Enda Kenny, maar bekleedde dezelfde post ook in het opvolgende kabinet-Varadkar onder het premierschap van Leo Varadkar. In 2020 was Harris verantwoordelijk voor de strijd tegen de coronapandemie in Ierland. Toen in juni 2020 het kabinet-Martin-Varadkar aantrad, verruilde Harris zijn ministerschap van Volksgezondheid voor dat van Hoger Onderwijs en Wetenschap. Tussen december 2022 en juni 2023 was hij tevens minister van Justitie.

### Premier en vicepremier
In maart 2024 kondigde Varadkar zijn voortijdige vertrek aan als premier van Ierland en partijleider van Fine Gael, waarna Harris naar voren werd geschoven om hem in beide functies op te volgen. Hij werd daarmee de jongste Ierse premier ooit. Hij leidde een kabinet bestaande uit Fine Gael, Fianna Fáil en de Green Party. Harris diende de ambtstermijn van Varadkar uit tot de volgende parlementsverkiezingen, die in november 2024 werden gehouden. Bij deze verkiezingen werd Fine Gael onder leiding van Harris de derde partij van het land. In de hieropvolgende regeringsonderhandelingen werd samen met Fianna Fáil en onafhankelijke politici het kabinet-Martin-Harris gevormd, dat op 23 januari 2025 aantrad. Harris en Fianna Fáil-leider Micheál Martin kwamen hierbij een ruil van functies overeen: Martin nam het premierschap van Harris over, terwijl Harris werd benoemd tot vicepremier, minister van Defensie en minister van Buitenlandse Zaken.
- Gemeinsame Normdatei: 1325827967
- Virtual International Authority File: 315945548